# José Luis Garcés
José Luis „Pistolero” Garcés Rivera (ur. 9 maja 1981 roku w La Chorrera) – piłkarz reprezentacji Panamy. Występuje na pozycji napastnika.
José Luis Garcés w reprezentacji Panamy rozegrał ponad 60 spotkań, w których strzelił ponad 20 goli. W lidze panamskiej zadebiutował w 1999 roku w Club Independiente. Grał w takich klubach jak: Club Atlético Independiente, Sporting San Miguelito, Árabe Unido Colón, San Francisco FC, Club Nacional de Football, CF Os Belenenses oraz CSKA Sofia.